# جان هموند (تهیه‌کننده)
جان هموند (انگلیسی: John Hammond; ۱۵ دسامبر ۱۹۱۰ – ۱۰ ژوئیهٔ ۱۹۸۷) تهیه‌کننده موسیقی و فعال حقوق بشر اهل ایالات متحده آمریکا بود.